# 北川浩 (工学者)
北川 浩（きたがわ ひろし） は、日本の機械工学者。大阪大学名誉教授。元日本機械学会副会長。

## 人物・経歴
1963年大阪大学工学部機械工学科卒業。1968年大阪大学工学博士、大阪大学工学部助教授。1980年日本機械学会賞（論文賞）受賞。1988年大阪大学工学部教授。1995年日本機械学会計算力学部門業績賞受賞。1997年大阪大学大学院教授、日本機械学会会員功労賞受賞、日本機械学会関西支部貢献賞受賞。1999年日本機械学会計算力学部門長。2001年日本機械学会計算力学部門功績賞受賞。2003年日本機械学会副会長。2004年定年退職、大阪大学名誉教授、同志社大学客員教授。2005年日本機械学会材料力学部門功績賞受賞。2020年、瑞宝中綬章受章。